# Комітет з Національної премії України імені Тараса Шевченка
Комітет з Національної премії України імені Тараса Шевченка — допоміжний орган, що забезпечує здійснення Президентом України повноважень із нагородження Національною премією України імені Тараса Шевченка. Входить у структуру Державного управління справами.

## Структура Комітету
Комітет утворюється у складі голови, заступника голови та інших членів Комітету, які беруть участь у його роботі на громадських засадах.
Персональний склад Комітету затверджується Президентом України за поданням голови Комітету з числа високопрофесійних, авторитетних, відомих в Україні літераторів і митців, культурологів, літературознавців і мистецтвознавців, журналістів.

## Функції і права
Комітет:

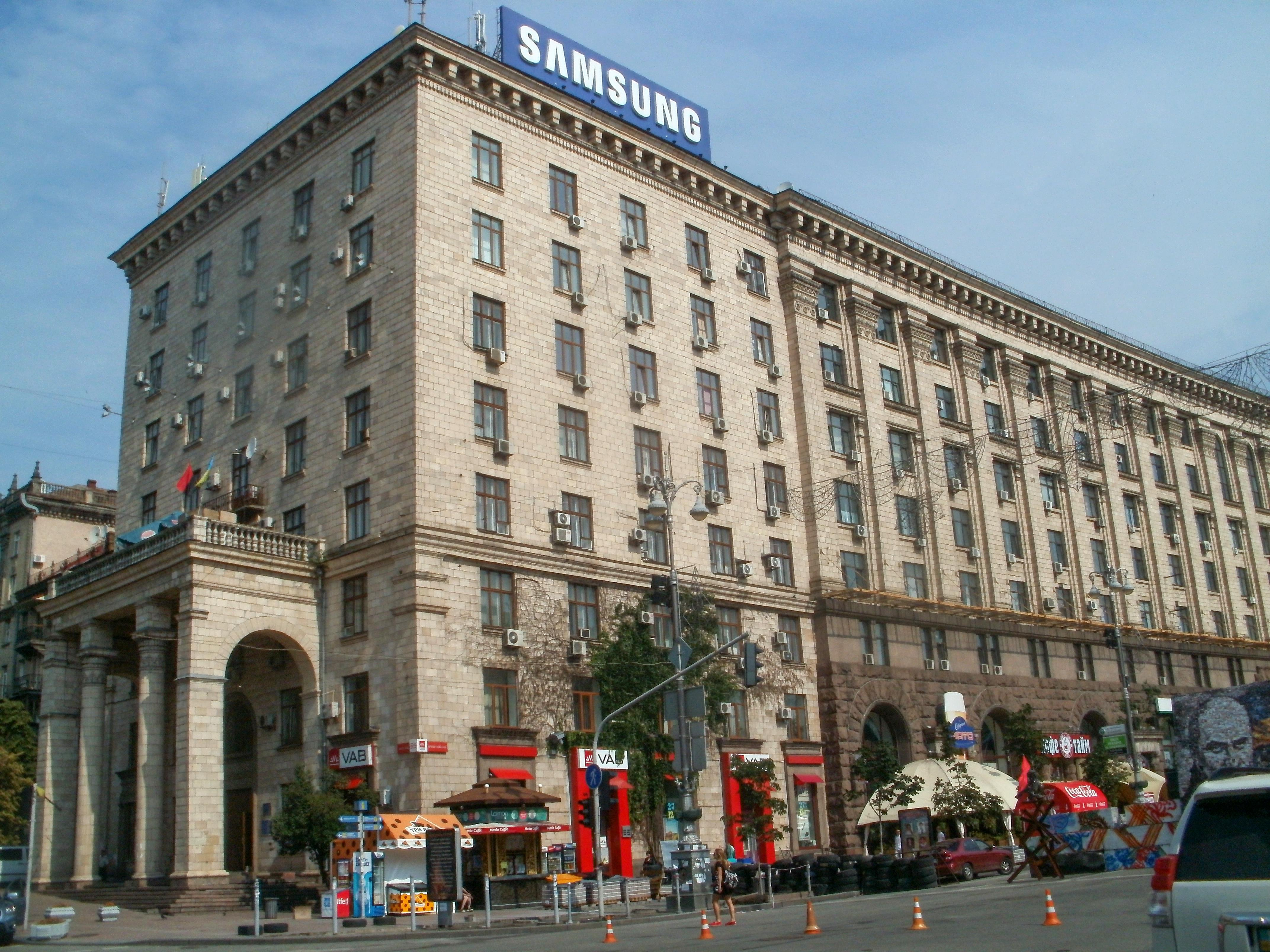
Приміщення Комітету на Хрещатику

- відстежує літературні і мистецькі процеси в Україні та за її межами, аналізує їх, визначає найяскравіші, найвидатніші духовні надбання вітчизняної культури;
- приймає до розгляду твори, висунуті на здобуття Національної премії;
- розглядає, обговорює та оцінює твори, висунуті на здобуття Національної премії;
- приймає шляхом таємного голосування рішення щодо кандидатур на присудження Національної премії;
- розробляє у разі потреби пропозиції щодо зразків Диплома та Почесного знака лауреата Національної премії, вносить відповідні пропозиції Комісії державних нагород та геральдики;
- організовує в межах компетенції вручення Дипломів, Почесних знаків лауреатам Національної премії та виплату лауреатам її грошової частини;
- сприяє популяризації творів лауреатів Національної премії.

Комітет бере участь у редакційно-видавничій, інформаційно-просвітницькій діяльності, формує серію видань «Бібліотека Шевченківського комітету».
Комітет має право:
- утворювати експертні комісії з числа високопрофесійних, авторитетних фахівців у галузі літератури і мистецтва, публіцистики і журналістики;
- залучати (у тому числі на договірній основі) до письмового рецензування творів, висунутих на здобуття Національної премії, високопрофесійних, авторитетних фахівців у галузі літератури і мистецтва, публіцистики і журналістики;
- проводити консультативні наради, тематичні семінари, круглі столи для обговорення творів, висунутих на здобуття Національної премії.

## Прийняття рішень
Рішення Комітету приймаються простою більшістю голосів членів Комітету, які взяли участь у голосуванні, шляхом відкритого голосування, крім
- прийняття у другому турі рішень про допущення творів до участі у третьому турі, які приймаються простою більшістю голосів членів Комітету, які взяли участь у голосуванні, шляхом таємного голосування,
- прийняття у третьому турі рішень щодо кандидатур на присудження Національної премії, які приймаються не менш як трьома четвертими голосів членів Комітету, які взяли участь у голосуванні, шляхом таємного голосування.

## Забезпечення діяльності і секретаріат
Організаційне забезпечення діяльності Комітету здійснюється Секретаріатом Комітету у кількості дев'яти осіб, які працюють на постійній основі.
Керівник Секретаріату Комітету призначається Керівником Державного управління справами за поданням голови Комітету. Керівник Секретаріату Комітету здійснює керівництво Секретаріатом, затверджує його структуру та штатний розпис, призначає на посади та звільняє з посад інших працівників Секретаріату Комітету та вирішує в установленому порядку інші питання, пов'язані з діяльністю Секретаріату.
Матеріально-технічне та інше забезпечення діяльності Комітету та його Секретаріату здійснюється Державним управлінням справами.

## Голови Комітету
- Олександр Корнійчук (1961—1972)
- Микола Шамота (1972—1979)
- Павло Загребельний (1980—1987)
- Марія Орлик (1987—1990)
- Борис Олійник (лютий-грудень 1991)
- Олесь Гончар (1992—1995)
- Володимир Яворівський (1996—1999)
- Іван Дзюба (1999—2005)
- Роман Лубківський (2005—2008)
- Микола Жулинський (2008—2010)
- Борис Олійник (2010—2016)
- Юрій Щербак (2016—2019)[2][3]
- Юрій Макаров (2019—2023)
- Євген Нищук (з 22 травня 2023)

## Склад Комітету
| Дата затвердження складу — 23 грудня 2016 - Щербак Юрій Миколайович — письменник, голова Комітету - Тримбач Сергій Васильович — кінознавець, лауреат Державної премії України імені Олександра Довженка, заступник голови Комітету - Богданович Олексій Володимирович — артист, лауреат премії Шевченка - Богомазов Дмитро Михайлович — театральний режисер, лауреат премії Шевченка - Буковський Сергій Анатолійович — кінорежисер, лауреат премії Шевченка - Гобдич Микола Миколайович — хоровий диригент, лауреат премії Шевченка - Голота Любов Василівна — письменниця, лауреат премії Шевченка - Гусейнов Григорій Джамалович — письменник, лауреат премії Шевченка - Дончик Андрій Віталійович — кінорежисер і телережисер, заслужений діяч мистецтв України - Дроздовський Дмитро Ігорович — літературознавець, кандидат філологічних наук - Жадан Сергій Вікторович — письменник, кандидат філологічних наук - Задорожна Марія Миколаївна — мистецтвознавець - Криволап Анатолій Дмитрович — художник, лауреат премії Шевченка - Ланюк Юрій Євгенович — композитор, лауреат премії Шевченка - Макаров Юрій Володимирович — журналіст, телеведучий - Олійник Олександра Степанівна — музикознавець, кандидат мистецтвознавства, заслужений діяч мистецтв України - Петриненко Тарас Гаринальдович — співак, лауреат премії Шевченка - Роговцева Ада Миколаївна — актриса, лауреат премії Шевченка - Савченко Сергій Олександрович — заслужений художник України - Семків Ростислав Андрійович — літературознавець, кандидат філологічних наук - Слабошпицький Мирослав Михайлович — кінорежисер, лауреат Державної премії України імені Олександра Довженка - Соловей Елеонора Степанівна — літературознавець, доктор філологічних наук - Сумська Наталія В'ячеславівна — актриса, лауреат премії Шевченка - Теліженко Олександра Василівна — майстер народного мистецтва, заслужений художник України - Тумасян Тетяна Аркадіївна — галерист, куратор. | Дата затвердження складу — 19 грудня 2019 - Макаров Юрій Володимирович — журналіст, телеведучий, письменник, голова Комітету - Гундорова Тамара Іванівна — літературознавець, член-кореспондент Національної академії наук України, заступник голови Комітету - Богомазов Дмитро Михайлович — головний режисер Національного академічного драматичного театру імені Івана Франка, лауреат премії Шевченка - Войтенко Володимир Миколайович — кінознавець - Гарбузюк Майя Володимирівна — театрознавець - Держипільський Ростислав Любомирович — директор — художній керівник Івано-Франківського національного академічного драматичного театру імені Івана Франка, лауреат премії Шевченка - Зюбіна Римма Анатоліївна — актриса театру і кіно - Кочубінська Тетяна Анатоліївна — мистецтвознавець, куратор - Мазур Алла Григорівна — телеведуча, журналіст - Морозова Любов Сергіївна — музикознавець, художній керівник державного підприємства «Державний академічний естрадно-симфонічний оркестр України» - Панасов Ігор Валерійович — музичний критик, журналіст - Плоскіна Віктор Михайлович — головний диригент комунального закладу «Театральне-видовищний заклад культури „Київський муніципальний академічний театр опери і балету для дітей та юнацтва“» - Ралко Влада Валентинівна — художник - Рашковецький Михайло Маркусович — мистецтвознавець, арткритик, куратор - Сінькевич Юлія Львівна — генеральний продюсер Одеського міжнародного кінофестивалю - Славінська Ірина Іванівна — літературознавець, перекладач - Сливинський Остап Тарасович — поет, літературознавець, перекладач - Стасіневич Євгеній Олександрович — літературний критик, літературознавець. 16 березня 2023 року усі члени комітету склали свої повноваження через тиск зі сторони влади. | Дата затвердження складу — 28 липня 2023 - Нищук Євген Миколайович — актор, голова Комітету - Чистяк Дмитро Олександрович — письменник, літературознавець, заступник голови Комітету - Васильєв Сергій Геннадійович — театральний критик - Веселовська Ганна Іванівна — театрознавець - Гайдай Ігор Миколайович — фотохудожник - Жиров Олексій Леонідович (Олекса МАНН) — художник - Карп'як Вадим Дмитрович — журналіст, телеведучий - Кашуба-Вольвач Олена Дмитрівна — мистецтвознавець - Корнієнко Валентина Іллівна — майстер народного мистецтва, мистецтвознавець - Кузан Василь Васильович — письменник, літературознавець - Любка Андрій Степанович — письменник - Михайлюта Олег Ігорович (Фагот) — музикант - Мудрак-Ковалів Олеся Вікторівна — письменниця - Сахно Іванна Анатоліївна — акторка - Сидоренко Віктор Дмитрович — художник - Сіренко Володимир Федорович — диригент, лауреат премії Шевченка - Фроляк Богдана Олексіївна — композитор, лауреат премії Шевченка - Халпахчі Андрій Якович — кінознавець - Швачка Анжеліна Олексіївна — оперна співачка, лауреат премії Шевченка. |

## Виноски
1. ↑  Положення про Комітет з Національної премії України імені Тараса Шевченка[недоступне посилання з липня 2019]
2. ↑  Указ Президента України від 3 березня 2016 року № 79/2016 «Про призначення Ю.Щербака головою Комітету з Національної премії України імені Тараса Шевченка»
3. ↑  Указ Президента України від 19 грудня 2019 року № 918/2019 «Про увільнення голови Комітету з Національної премії України імені Тараса Шевченка»
4. ↑  Указ Президента України від 23 грудня 2016 року № 575/2016 «Про склад Комітету з Національної премії України імені Тараса Шевченка». Архів оригіналу за 27 грудня 2016. Процитовано 27 грудня 2016.
5. ↑  Указ Президента України від 19 грудня 2019 року № 919/2019 «Питання Комітету з Національної премії України імені Тараса Шевченка»
6. ↑  Заява членів Шевченківського Комітету
7. ↑  «Члени Комітету зіткнулися з тим, що мертве померти не може» 17.03.2023
8. ↑  Склад Комітету з Національної премії України імені Тараса Шевченка